# Graphosoma interruptum
Espèce
Synonymes
- Graphosoma semipunctatum interruptum White, 1839[1]

Graphosoma interruptum est une espèce d'insectes hétéroptères de la famille des Pentatomidae, de la sous-famille des Podopinae et du genre Graphosoma. Elle est endémique des Iles Canaries.

## Systématique
L’espèce Graphosoma interruptum est décrite pour la première fois par Adam White en 1839.
Certains auteurs considèrent Graphosoma interruptum comme une variété de Graphosoma semipunctatum.

## Description
Cette espèce, très proche de Graphosoma semipunctatum, se différencie par des bandes longitudinales noires très larges sur la tête, le pronotum et le scutellum. Ces bandes ont cependant une grande variabilité intra-spécifique. Le connexivum est principalement noir, ou entièrement noir. La taille moyenne des adultes varient selon le sexe, 12 mm pour les mâles, contre 14,5 mm pour les femelles.

## Distribution et habitat
Graphosoma interruptum est endémique des Iles Canaries. Comme les autres espèces du genre Graphosoma, elle apprécie les biotopes secs et ensoleillés et se nourrit principalement sur les ombellifères comme le fenouil commun.

## Publication originale
- (en) Adam White, « Description of two Hemipterous Insects », The Magazine of natural history / conducted by Edward Charlesworth, Inconnu, vol. 3,‎ 1839, p. 537-543 (OCLC 1585888, lire en ligne).